# ۲۱۵ (میلادی)
۲۱۵ (میلادی) دویست  و پانزدهمین سال تقویم میلادی است.
‎